# نائوتو اوگاتا
نائوتو اوگاتا ((به ژاپنی: 緒形 直人 おがた なおと)؛ زادهٔ ۲۲ سپتامبر ۱۹۶۷) یک هنرپیشه اهل ژاپن است.

## جوایز
| سال  | جایزه                            | عنوان                | اثر                      | نتیجه    |
| ---- | -------------------------------- | -------------------- | ------------------------ | -------- |
| ۱۹۸۸ | سی و یکمین جایزه روبان آبی       | Best Newcomer        | Yūshun Oracion           | برنده    |
| ۱۹۸۹ | دوازدهمین جایزه آکادمی فیلم ژاپن | Newcomer of the Year | Yūshun Oracion           | برنده    |
| ۱۹۹۷ | بیستمین جایزه آکادمی ژاپن        | Best Actor           | Night Train to the Stars | نامزدشده |